# Eutrochium
Genre
Eutrochium est un genre de plante à fleurs de la famille des Asteraceae.

## Espèces
Selon GBIF (21 juillet 2022) :
- Eutrochium dubium
- Eutrochium fistulosum
- Eutrochium maculatum
- Eutrochium purpureum
- Eutrochium steelei